# کتابخانه عمومی آلیس اسپرینگز
کتابخانه عمومی آلیس اسپرینگز (انگلیسی: Alice Springs Public Library) یک مرکز خدمات دهی کتابخانه عمومی رایگان در استرالیا است. در حالی که این کتابخانه خدمات معمولی کتابخانه را برای اهالی آلیس اسپرینگز فراهم می‌کند، هم چنین خدمت رسانی از راه دور فوق‌العاده ای را برای مردم دوردست از استرالیای مرکزی عرضه می‌دارد. در حالیکه نام رسمی این مکان، کتابخانه یادواره نویل شوت می‌باشد ولی این نام کمتر مورد استفاده عموم قرار می‌گیرد.